# Buza Márton
Buza Márton (Budapest, 1921. november 8. - Budapest, 1990. március 26.) magyar közgazdász, szakíró, gazdaságpolitikus, a SZEKI alapító vezetője.

## Kutatási területe[1]
Főleg a szakszervezeti mozgalom történetével, fejlődésével, a szocializmusban betöltött szerepével, valamint az üzemi demokrácia általános kérdéseivel foglalkozott.

## Életpályája
1947-ben a Szakszervezeti Tanács vezetőképző iskolájában, majd 1949-ben MDP pártfőiskoláján,  1966-ban pedig az MLEE általános tagozatán végzett. A Szakszervezeti Tanács szemináriumi oktatója, iskolavezető-helyettese (1947–1949), az MDP Pártfőiskola (1949–1950), az MDP KV Központi Előadói Iroda oktatója (1950–1952), a Szikra Könyvkiadó, 1957-től Kossuth Könyvkiadó Főszerkesztője (1952–1968), gazdasági csoportvezetője (1954–1957), a Társadalomtudományi Szerkesztőség vezetője (1957–1968), a Szakszervezetek Elméleti Kutató Intézete (SZEKI) alapító vezetője, 1968 és 1989 között igazgatója volt.
A BME címzetes együttes docense. 1957-től az MSZMP KB Budapesti Bizottsága MLEE oktatója volt. Az MSZMP KB Gazdaságstratégiai Munkabizottsága (1982. szeptember 28. – 1986. december 16.) és az MSZMP KB Közgazdasági Munkaközössége tagja (1986. december 16.–1988. december 15.). Számos írása jelent meg a Pártéletben illetve a SZEKI gondozásában.

## Hobbija
Nemzetközileg  ismert minikönyvgyűjtő volt; gyűjteménye kb. 5000 kötetből állt. Szerkesztette az 1974 és 1980 között rendszertelenül megjelent, majd 1982-ben kötetben összefoglalt  "A Magyar miniatűr  könyvek bibliográfiája" című munkáját.

## Emlékezete
Budapesten a  Farkasréti Temetőben nyugszik. A gyászszertartáson Pirityi Ottó  búcsúztatta.

## Társadalmi szerepvállalása
- A Magyar Közgazdasági Társaság Politikai Gazdaságtan Szakosztálya alapító tagja (1960-tól);
- A TIT Budapesti Szervezete Közgazdasági Szakosztálya elnökségi tagja (1960-tól).

## Díjai, elismerései
- Munka Érdemrend (1963)  Szocialista Hazáért Érdemrend (1967) Szocialista Magyarországért Érdemrend (1981) A Magyar Népköztársaság Aranykoszorúval Díszített Csillagrendje (1989)

## Főbb művei
- A marxi érték- és értéktöbblet-elmélet. Mózes Tiborral. (A Szakszervezeti Tanács alapfokú szemináriuma 8. Budapest, 1948)
- Áru – érték – pénz. (A Szakszervezetek Országos Tanácsa kiadványa. Budapest 1948)
- A kapitalizmus általános válsága. (A kapitalizmus politikai gazdaságtana. 13. Budapest, Szikra, 1954)
- Varga Jenő: Az imperializmus gazdaságának és politikájának fő kérdései a II. világháború után. (Közgazdasági Szemle, 1954. 11.)
- Az osztályharc éleződése a szocializmus építése időszakában. (Propagandista, 1955)
- Lenin a szovjet államaparátus munkájáról. (Népszava, 1956. ápr. 19.)
- Átlagprofit és termelési ár. – A kereskedelmi tőke és a kereskedelmi haszon. – A kölcsöntőke és a hitel szerepe a kapitalizmusban. MLEE-tananyag. Jedlicska Pállal. (Budapest, Kossuth, 1959)
- Anyagi érdekeltség és anyagiasság. Ill. Toncz Tibor. (Budapest, Kossuth, 1961)
- A munkásosztály vezető szerepének néhány kérdése. Rövidített kiadás. Bibliofil kiadás 7x5 cm-es tokban. (Budapest, Kossuth, 1966)
- A társadalmi struktúra és a munkásosztály vezető szerepe. (Valóság, 1966. 10.)
- A szocializmus politikai gazdaságtana. MLEE-tankönyv. Többekkel. (Budapest, Kossuth, 1966 és utánnyomások)
- A szocializmus politikai gazdaságtana. Közgazdasági szakközépiskolai és technikumi tankönyv. Többekkel. (Budapest, Tankönyvkiadó, 1967 és utánnyomások)
- A Nagy Októberi Szocialista Forradalom 50. évfordulójára. Schäffer Gyulával. Bibliofil kiadás beragasztott bélyegekkel. (Budapest, 1967)
- A munkás–paraszt szövetség időszerű feladatai. B. M. előadása. (Honvédek és tisztesek politikai oktatása. Budapest, Zrínyi, 1968)
- A szocialista demokrácia és az állampolgári fegyelem kérdései. B. M. előadása. (Honvédek és tisztesek politikai oktatása. Budapest, Zrínyi, 1968)
- A tulajdonosi, a termelői és a fogyasztói tudat összefüggése. MLEE-jegyz. (Budapest, Kossuth, 1968/69 és utánnyomások)
- Az üzemi demokrácia. Benyújtott kand. értek. is. (Budapest, Kossuth, 1969)
- Gazdasági kérdések a magyar szakszervezetek XXII. kongresszusán. (Közgazdasági Szemle, 1971. 9.)
- Participation of Trade-Unions and Workers in Decision-Making in Hungary. (A SZOT kiadványa. Budapest, 1972.; francia, német és orosz nyelven is)
- Sorállományúak politikai oktatása. Foglalkozásvezetői segédanyag. Molnár Istvánnal. (A Magyar Néphadsereg Politikai Nevelőmunka Anyagi és Módszertani Központ kiadványa. Budapest, 1972)
- Szakszervezeti kislexikon. Főszerk. Koltai Gyulával. (Budapest, Táncsics, 1975)
- A munkahelyi, üzemi demokrácia fejlesztésének elvi és gyakorlati kérdései. Buza Márton előadása az MSZMP KB Politikai Akadémiáján. (Budapest, Kossuth, 1976)
- Üzemi demokrácia, munkásrészvétel, munkásellenőrzés és a szakszervezeti mozgalom Európában. (A SZEKI kiadványa. Budapest, 1976.; franciául és oroszul is)
- Az üzemi demokrácia fejlesztésének kérdései. (Budapest, Kossuth, 1976 2. átdolgozott kiadás, 1977)
- A szakszervezetek szerepe a szocialista társadalom építésében. (A Nagy Októberi Szocialista Forradalom 60. évfordulója. Tudományos ülésszak. Budapest, 1977. okt. 26–27. Előadások. Szerk. Halay Tibor, Vass Henrik, Vészi Béla. Budapest, 1977)
- Az üzemi demokrácia érvényesítése a gazdasági vezetők kötelessége. (Társadalmi Szemle, 1977. 9.)
- A munkahelyi demokrácia és a szakszervezetek. Vas Jánossal. (Budapest, Táncsics, 1980)
- Az üzemi demokrácia fejlődése. (Az MSZMP negyedszázada. Tudományos tanácskozás a párt 1957. júniusi országos értekezletének 25. évfordulója alkalmából. Előadások. Szerk. Habuda Miklós és Urbán Károly. Budapest, 1982)
- A műszaki haladás és a szakszervezetek. (Budapest, Népszava Kiadó, 1983)
- Párt, szakszervezet, szocializmus. Kádár János új könyvéről. (Társadalmi Szemle, 1983. 3.)
- A szakszervezetek társadalmi szerepéről. (Gondolatok a szocialista demokráciáról. Válogatás KISZ-vezetőknek és propagandistáknak. Budapest, 1984)
- A gazdaságirányítási reform és a szakszervezetek. (Ipargazdasági Szemle, 1984. 4.)
- A szakszervezetek Magyarországon. (Budapest, Kossuth, 1985; angol, német, francia és orosz nyelven is: 1986–1988) [2]
- Szakszervezeti lexikon. Főszerk. Simó Tiborral. (Budapest, Népszava Kiadó, 1987).